# Langwied (Ebersberg)
Langwied ist ein Ortsteil der Gemeinde Ebersberg im oberbayerischen Landkreis Ebersberg. Der Weiler liegt circa einen Kilometer nordöstlich von Ebersberg.